# Stefan Dahlén
Hans Stefan Dahlén, född  2 juli 1920 i Tåsjö, då i Västernorrlands län, död 19 april 1986 i Österhaninge församling, Stockholms län, var en svensk kompositör och musiker (dragspel). 

## Biografi
Stefan Dahlén deltog i flera av den tidens dragspelstävlingar, som bestod av nationella mästerskap och landskamper, de senare mot Finland och Norge. 1940 blev han svensk mästare och 1949 även nordisk mästare.
På skivmärket Musica gjorde han 1949 en inspelning tillsammans med gitarristen Sten Carlberg och basisten John Jändel samt 1951 ett solonummer där han i St Louis Blues använde sig av såväl dragspel som solovox. På skivmärket Sonora spelade han 1946 tillsammans med Erik Frank in ett antal populära dragspelsnummer, bland annat Säkkijärven polka, och samma år medverkade han även i långfilmen 100 dragspel och en flicka.
Stefan Dahléns födelseplats, byn Lövvik i Tåsjö socken, ligger i landskapet Ångermanlands nordvästligaste del vid Tåsjön, som är en av Ångermanälvens källflöden. Dahléns samhörighet med folket vid "Dragspelsälven" (Ångermanälven) kan därmed anses belagd.
Han var sedan 1954 gift  med Sigbritt Söderberg, född 1928 i Bergsjö, Gävleborgs län.